# Matthias Trenson
Matthias Trenson (Brugge, 3 oktober 1986) is een voormalig Belgische voetballer. 
Trenson speelde onder meer voor Club Brugge, KVSK United Overpelt-Lommel, Sint-Truidense VV, Antwerp FC, Enosis Neon Paralimni, KVC Westerlo, Oud-Heverlee Leuven, Sporting Hasselt, KFC Nijlen en KFC Lille. 
| Club       | Seizoen    | Totaal aantal wedstrijden | Competitie- wedstrijden | Doelpunten |   |   |
| ---------- | ---------- | ------------------------- | ----------------------- | ---------- | - | - |
| Antwerp FC | 2007-08    | 20                        | 20                      | 0          | 2 | 0 |
| Antwerp FC | 2008-09    | 47                        | 38                      | 0          | 2 | 1 |
| Antwerp FC | 2009-10    | 16                        | 7                       | 0          | 2 | 0 |
| Totaal     |            | 83                        | 65                      | 0          | 6 | 1 |
| Bijgewerkt | 27-09-2009 |                           |                         |            |   |   |